# Gratwein-Straßengel
Gratwein-Straßengel osztrák mezőváros Stájerország Graz-környéki járásában. 2017 januárjában 12914 lakosa volt.

## Elhelyezkedése

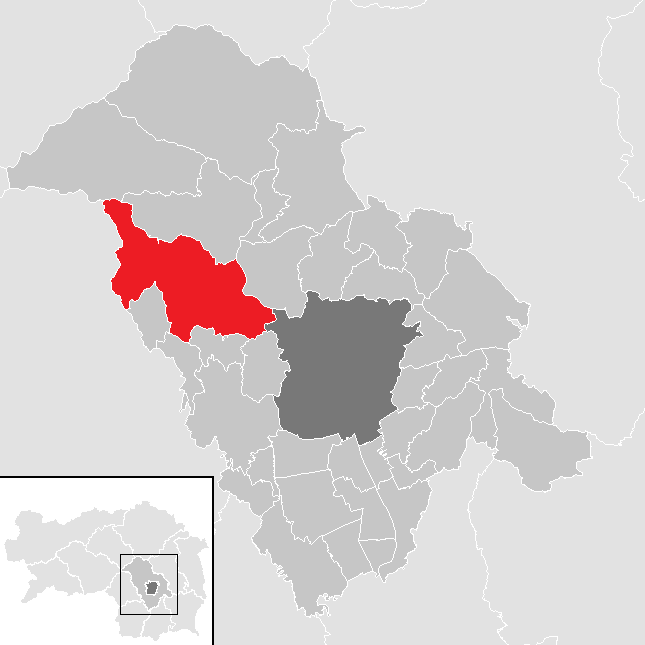
Gratwein-Straßengel a Graz-környéki járásban

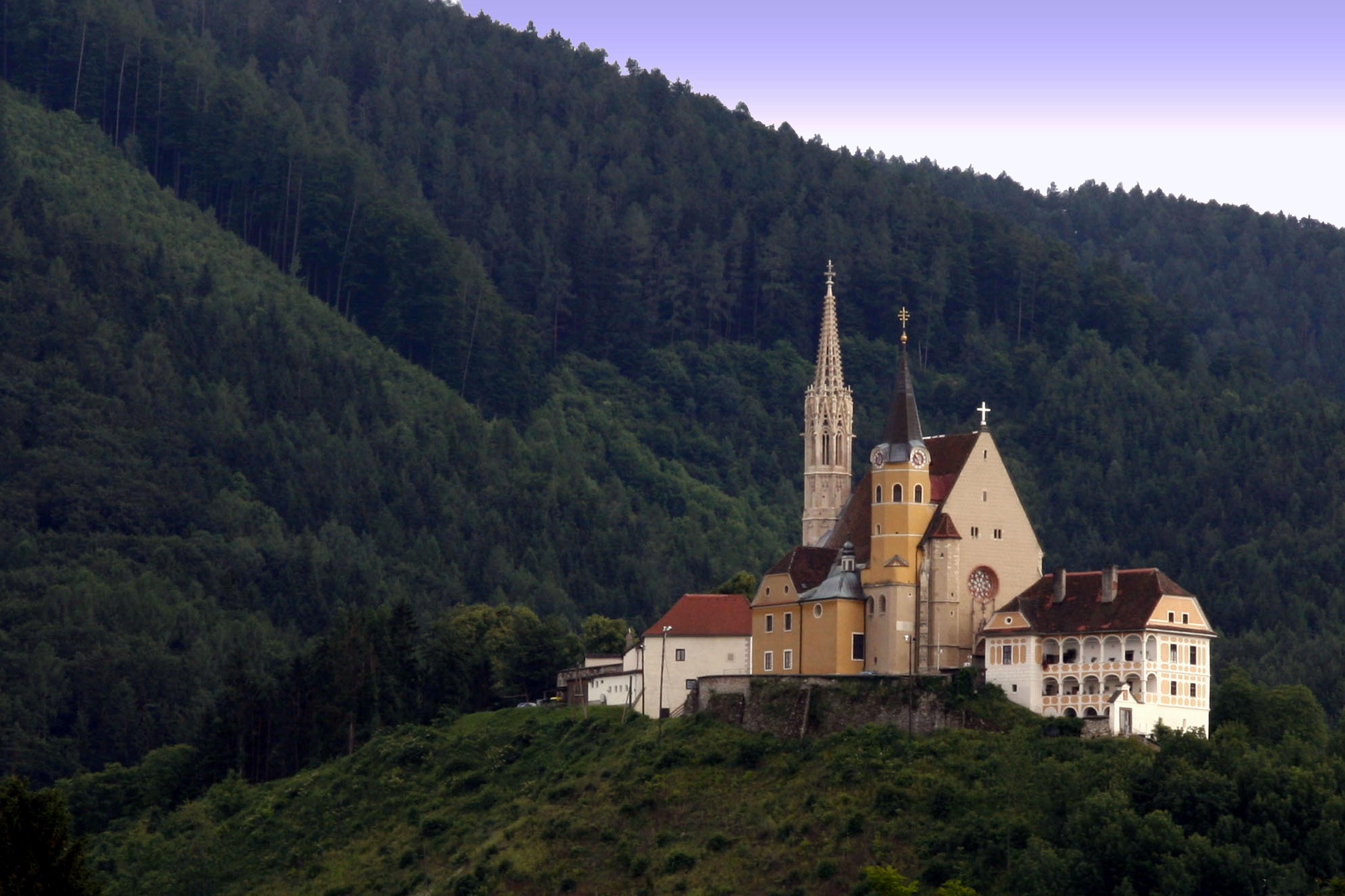
A Straßengeli Mária-kegytemplom

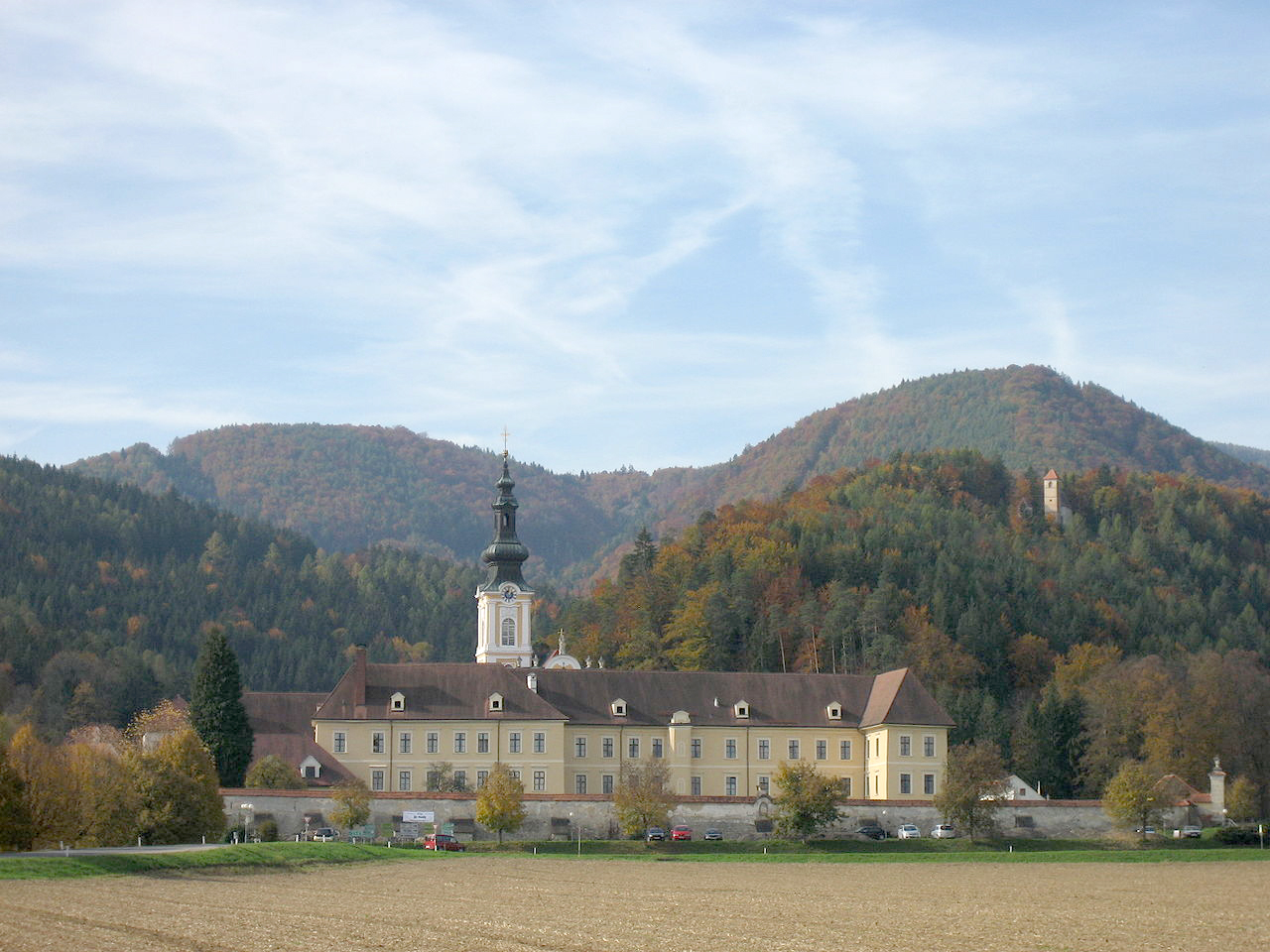
A reini apátság

Gratwein-Straßengel Nyugat-Stájerországban fekszik, kb. 10 km-re északnyugatra Graztól, a Mura jobb partján. Az önkormányzat 6 katasztrális községben (Eisbach, Gratwein, Gschnaidt, Hörgas, Judendorf-Straßengel, Kehr und Plesch) 11 települést egyesít: Eisbach (1026 lakos 2017-ben), Gratwein (3657), Gschnaidt (325), Hörgas (987), Hundsdorf (507), Judendorf (1561), Kehr und Plesch (98), Kugelberg (292), Rein (890), Rötz (784), Straßengel (2787).
A környező önkormányzatok: északra Übelbach, északkeletre Deutschfeistritz és Gratkorn, délkeletre Graz és Thal, délre Sankt Oswald bei Plankenwarth, délnyugatra Stiwoll, nyugatra Geistthal-Södingberg.

## Története
Az önkormányzat a 2015-ös stájerországi közigazgatási reform során jött létre Gratwein és Judendorf-Straßengel mezővárosok, valamint Eisbach és Gschnaidt községek egyesítésével.
Straßengel templomhegyének (ad Strazinolun) első említése 860-ból származik. Neve valószínűleg szláv eredetű (sztraza, őr) és egy korábbi őrtoronyra utalhat). Judendorfot ("zsidófalva") valószínűleg zsidó kereskedők alapították az Alpokon átvezető kereskedelmi út mentén. 1147-ben III. Ottokár stájer őrgróf Rötz, Straßengel és Judendorf falvakat a reini cisztercita kolostornak adományozta.
1849-ben a feudális birtokrendszer megszűntével Judendorf, Straßengel, Rötz, Hundsdorf and Kugelberg falvak az akkor megalakuló Gratwein mezővárosi önkormányzat részeivé váltak. 1844-ben megnyílt a Déli vasút és a térség gyors iparosodásba kezdett. Ennek egyik első lépése a judendorfi cementgyár alapítása volt. A grazi származású iparmágnás-család, a Materleitnerek 1889-ben szállodát, hidegvizes szanatóriumot, majd parkszanatóriumot létesítettek; mindezek eredményeképpen Judenburg a Monarchia egyik híres gyógyüdelőhelyeként 1909-ben kiharcolta önállóvá válását. A Monarchia megszűnése után az üdülőközpont elvesztette korábbi közönségét és csődbe jutott.
A második világháború után a Graz melletti kisváros lakói egyre nagyobb mértékben keresték kívül a boldogulást: 1981-ben már a lakosok 86%-a ingázott.

## Lakosság
A Gratwein-Straßengel-i önkormányzat területén 2017 januárjában 12914 fő élt. A lakosságszám 1934 óta gyarapodó tendenciát mutat. 2015-ben a helybeliek 94,1%-a volt osztrák állampolgár; a külföldiek közül 1,3% a régi (2004 előtti), 2,2% az új EU-tagállamokból érkezett. 1% a volt Jugoszlávia (Szlovénia és Horvátország nélkül) vagy Törökország, 1,5% egyéb országok polgára. 2001-ben a gratweini lakosok 79,6%-a római katolikusnak (Judendorf-Straßengelben 78,4%), 2,9% (4,6%) evangélikusnak, 13,8% (13,1%) pedig felekezet nélkülinek vallotta magát. Ugyanekkor 8 magyar élt a Gratweinben és 4 Judendorf-Straßengelben.

## Látnivalók

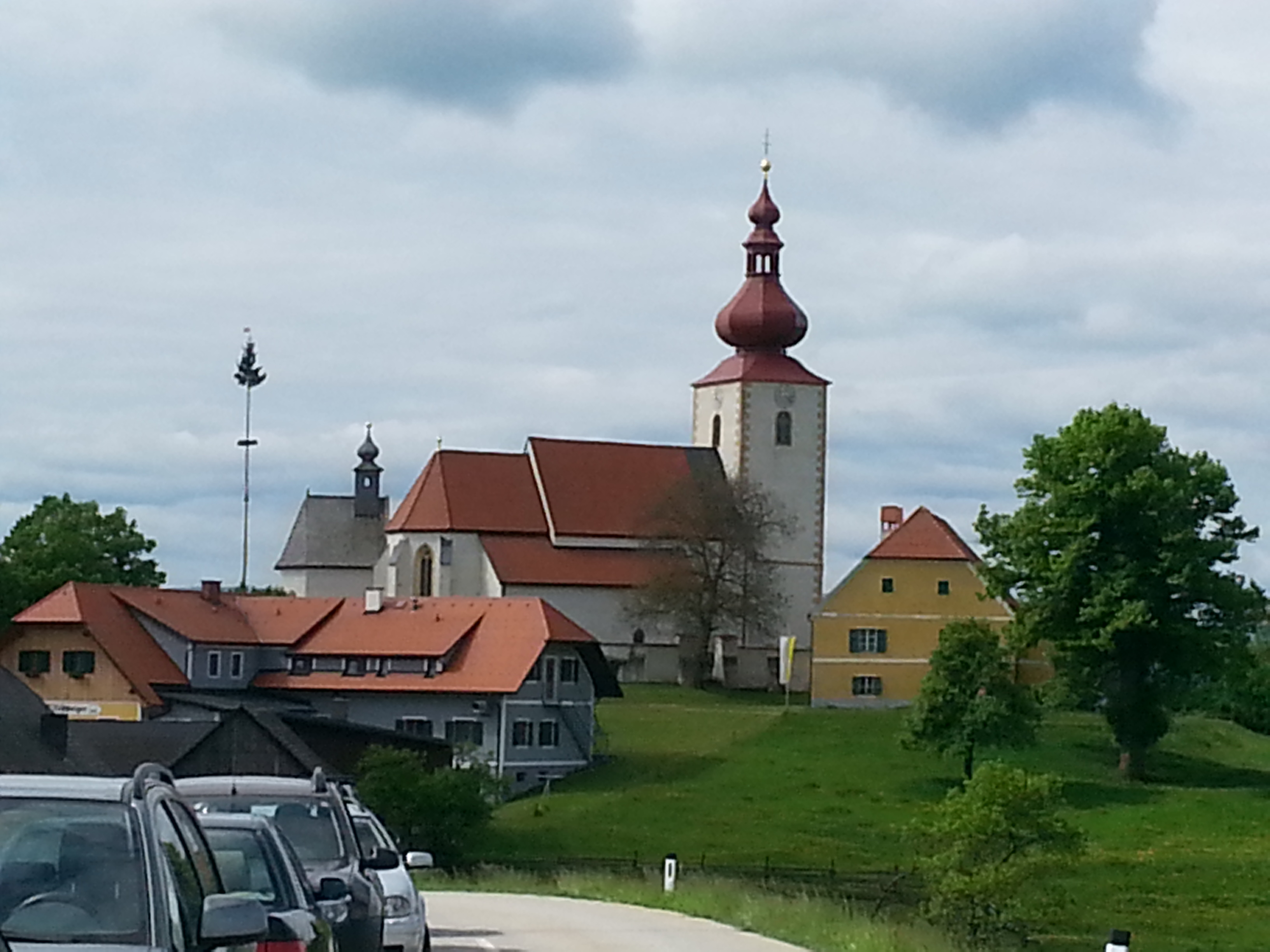
A Szt. Pongrác-templom

- a reini apátság a világ legrégebbi, ma is működő cisztercita kolostora
- a Straßengeli Szűz Mária-kegytemplom a 14. században épült, az osztrák gótikus stílus egyik fontos képviselője
- a Szt. Rupert-plébániatemplom
- a volt judendorfi cementgyár ma ipari műemlék
- az Annenheim-villa
- Gschnaidt Szt. Pongrác-plébániatemploma
- a Szt. Sebestyén-kápolna

## Testvértelepülések
- Ebrach (Németország) Eisbach
- Komárom (Magyarország) Judendorf-Straßengel

## Fordítás
- Ez a szócikk részben vagy egészben  a   Gratwein-Straßengel című német Wikipédia-szócikk ezen változatának fordításán alapul.  Az eredeti cikk szerkesztőit annak laptörténete sorolja fel. Ez a jelzés csupán a megfogalmazás eredetét és a szerzői jogokat jelzi, nem szolgál a cikkben szereplő információk forrásmegjelöléseként.